# Нейромаркетинг
Нейромаркетинг — комплекс методов изучения поведения покупателей, воздействия на него и эмоциональных и поведенческих реакций на это воздействие, использующий разработки в областях маркетинга, когнитивной психологии и нейрофизиологии.
Цель нейромаркетинга — поиск способов объективного определения предпочтений потребителя без использования субъективных методов получения информации о них, а также формирование рекламных сообщений таким образом, чтобы склонить потребителя к покупке до того, как он их осознал и выработал свою позицию.

## История
Сам термин «Нейромаркетинг» был официально введен в использование в 2002 году профессором Университета Эразма Роттердамского Эйлом Смидтсом. Этим словом он решил описать коммерческое применение нейробиологии и технологии нейровизуализации, картирования мозга. В ходе своей инаугурационной речи Смидтс заявил, что задача нейромаркетинга — «лучше понять потребителя и его реакцию на маркетинговые раздражители путём прямого измерения процессов в мозге» и повысить «эффективность методов маркетинга, изучая реакцию мозга». Однако попытки понять потребительское поведение посредством изучения работы человеческого мозга проводились гораздо раньше 2002 года. Первопроходцем в данной области можно считать американского психолога Г. Кругмана. В 1971 году он провёл исследование, регистрируя электроэнцефалограмму у человека, который смотрел телевизор, с целью выявления отличия паттернов электрической активности мозга от той активности мозга, которая проявлялась в процессе чтения. Дэвид Льюис, работавший в лаборатории экспериментальной психологии Сассекского университета в 1981 году, провел собственное нейромаркетинговое исследование в области создания эффективных сеансов биологической обратной связи. С этой целью им были отобраны видеоролики для визуального содержания тренингов, вызывающие наиболее сильную эмоциональную реакцию и активацию внимания. В статье «Brain wave analysis» (Анализ мозговых волн), опубликованной С. Уайнштейном, К. Уайнштейном и Р. Дрозденко в 1984 году, идет речь об обосновании применения метода регистрации активности мозга тем, что при ответах во время традиционных маркетинговых исследований на испытуемых воздействуют социальные, культурные и личностные факторы.
Концепция нейромаркетинга предположительно начала разрабатываться психологами Гарвардского университета (США) в 1990-х годах. Она базируется на утверждении, что за мыслительную и эмоциональную деятельность индивида главным образом отвечает подсознательная часть мозга. Понимание того, какие части мозга отвечают за те или иные решения, предоставило возможность манипуляции потребителем с целью выработки у него определенных поведенческих паттернов.
Первое исследование, которое позиционировалось именно как исследование в области нейромаркетинга, было проведено с использованием метода функциональной магнитно-резонансной томографии в Гарвардском университете в 1999 году профессором Г. Зальтманом. Впоследствии технология была запатентована как «Метод извлечения метафор Залтмана» (Zaltman Metaphor Elicitation Method или ZMET). Использованный Зальтманом метод предусматривал использование заранее подготовленного набора изображений с целью вызова эмоционально позитивного отклика, который способствовал активизации скрытых образов-метафор, стимулирующих покупку. Первая посвященная нейромаркетингу конференция состоялась в Хьюстоне в 2004 году.

## Области применения
В нейромаркетинговых коммуникациях используется 4 канала:
- Слух;
- Зрение;
- Осязание;
- Обоняние.

Методы нейромаркетинга используются для регистрации эмоционального отклика, исследования внимания, эмоциональных реакций, памяти, стрессорности и других функциональных состояний головного мозга. Нейромаркетинговые исследования позволяют выявить характер эмоциональной и когнитивной оценки испытуемыми рекламных роликов, сайтов, фильмов, товаров, образов известных личностей; определить степень комфорта навигации на сайтах, схемах, в помещениях или в городской среде (данные укажут на «слепые» зоны и зоны, вызывающие эмоциональную реакцию на физиологическом уровне).

## Методы нейромаркетинга
- Позитронно-эмиссионная томография — в основе этого метода лежит возможность при помощи специального детектирующего оборудования (ПЭТ-сканера) отслеживать распределение в организме биологически активных соединений, меченных позитрон-излучающими радиоизотопами. Потенциал ПЭТ в значительной степени определяется арсеналом используемых меченых соединений — радиофармпрепаратов (РФП). Выбор подходящего РФП позволяет изучать метаболизм, транспорт веществ, лиганд-рецепторные взаимодействия, экспрессию генов и т. д. Метод позволяет исследовать внимание, эмоциональные реакции, память, стрессорность и некоторые другие функциональные состояния головного мозга.
- Психо-лингвистические исследования — исследование взаимоотношение языка, мышления и сознания. Психолингвистика занимается описанием речевых сообщений на основе изучения механизмов порождения и восприятия речи, изучением функций речевой деятельности в обществе, исследованием связи между речевыми сообщениями и характеристиками участников коммуникации (превращение намерений говорящего в сообщения, интерпретация их слушающим) и анализом речевого развития в связи с развитием личности.
- Регистрация параметров работы сердечно-сосудистой системы[7] — измерение частоты сердечных сокращений и вариабельности сердечного ритма, артериального давления, тонуса сосудов. Изменения в данных параметрах могут свидетельствовать о смене уровня концентрации внимания, а также эмоционального состояния испытуемого.
- Регистрация кожно-гальванической реакции или изменения электрического сопротивления кожи.[8] Из-за физиологического возбуждения происходит выброс пота на поверхность кожи, в котором содержатся соли электролиты, что и улучшает электропроводимость кожи, снижая её сопротивление. Это реакция вегетативной нервной системы в ответ на эмоционально-значимые стимулы.
- Регистрация сокращений лицевых мышц испытуемых при помощи электронейромиографии (ЭМГ) - метод исследования биоэлектрических потенциалов, возникающих в скелетных мышцах при возбуждении мышечных волокон с помощью поверхностных или игольчатых электродов. Наложение электродов происходит на малую и большую скуловые мышцы, на надчерепные мышцы и круговые мышцы рта. Однако некоторые движения мышц лица могут быть исключительно индивидуальными, а также возможно зашумление записей не относящимися к эмоциональным проявлениям сокращениям мышц лица (глотание, кашель и пр.) Частично эта проблема решается видео-мониторингом, а также созданием программ дистантной обработки выражения лица, снимаемого на камеру, и характеристики его по заранее заданным критериям, соответствующих тем или иным эмоциям человека.[7]
- Электроэнцефалография (ЭЭГ) - название этого метода образовано от термина «электроэнцефалограмма». Электроэнцефалограмма — график электрической активности головного мозга, образующийся посредством наложения электродов на волосистую часть головы и отражающий функциональное состояние коры, подкорковых структур мозга, а также сложные корково-подкорковые взаимодействия. Метод основан на неинвазивной регистрации электрической ритмической активности нейронов мозга, называемой еще мозговыми волнами или ритмами мозговой активности. Эти ритмы определённой амплитуды и частоты соотносятся с изменением состояния человека (свидетельствуют об изменениях уровня внимания, бодрствования, эмоционального состояния). Данный метод обладает высоким временным разрешением и позволяет регистрировать быстрые изменения, что соответствует высокой скорости обработки информации мозгом. Низкое пространственное разрешение не позволяет точно определить, в каких именно структурах регистрируется активность. Отмечается низкая сравнительно стоимость устройств для записи ЭЭГ, мобильность и компактность.[2]
- Вызванные потенциалы — вызванные потенциалы головного мозга представляют собой электрическую активность нейронов мозга, возникающую в ответ на раздражение соответствующего анализатора. Разделяют следующие классы вызванных потенциалов: когнитивные, зрительные, слуховые, сомато-сенсорные.
- Магнитоэнцефалография (МЭГ) - также имеет название «многоканальная магнитная энцефалография». МЭГ — бесконтактная регистрация магнитных полей на поверхности скальпа, отражающих протекание тангенциальных токов в нервных клетках коры головного мозга человека, позволяющая рассчитывать интенсивность и локализацию источников тока, формируя в динамике карты активности нейронов. В отличие от ЭЭГ, используемые датчики не имеют контакта с головой испытуемого.[7]
- Функциональная магнитно-резонансная томография (фМРТ) — в сочетании со структурной томографией мозга позволяет получать карты деоксигинации гемоглобина, отражающие локальную активацию нервных клеток во время психической деятельности. Обладает высоким пространственным разрешением, однако с помощью данного метода нельзя зарегистрировать быстрые процессы изменения мозговой активности (низкое временное разрешение). фМРТ позволяет отследить характер деятельности глубинных мозговых структур (не только коры), которые отвечают за эмоциональные проявления.[2]
- Магнитно-резонансная спектография (МР-спектрография) - позволяет в сочетании со структурной томографией получать динамические карты распределения биологически активных веществ в мозге человека за счет специфичности частот резонанса некоторых из веществ в условиях высокой напряженности магнитного поля.
- Однофотонная эмиссионная компьютерная томография (ОЭКТ) — техника ядерной медицинской томографии, использующей рентгеновские лучи. В связи с высоким уровнем инвазивности, имеющихся альтернатив и следующей из высокой инвазивности метода труднодоступностью ЦА, подобные аппараты практически не используются в нейроэкономических и нейромаркетинговых проектах.
- Транскраниальная магнитная стимуляция (ТМС)[3] — метод, позволяющий стимулировать кору головного мозга при помощи коротких магнитных импульсов. Для стимуляции коры головного мозга используется небольшое устройство, которое создает магнитное поле для подачи магнитных импульсов. Метод помогает выделить конкретные области мозга, ответственные за те или иные задачи (исследователи стимулируют определенную зону коры, а затем смотрят, как изменился характер решения задачи.
- Регистрация движений глаз - с помощью метода видео-фиксации направления взгляда, размера зрачка, длительности задержки взора на предмете определяется степень концентрации внимания на объекте, порядок просмотра информации (особенно важно при тестировании удобства сайтов, схем). Оборудование может использоваться в комбинации с такими методами как ЭЭГ и фМРТ[7].[3]

## Нейромаркетинг в цикле развития продукта
Несмотря на то, что возможности нейровизуализации в отношении предсказания динамики будущих продаж достаточно ограничены, она может стать хорошим инструментом на этапе первичного дизайна продукта.
Так, производители продовольственных товаров могут использовать изображения головного мозга для улучшения качества пищи, анализируя реакцию покупателей на различный вкус, запах и текстуру еды и напитков. Нежелательным результатом таких исследований является создание продукции, вызывающей слишком сильные ответные импульсы, что неминуемо ведет к привыканию и чрезмерной зависимости.
Что касается развлечений, то учитывая бюджет голливудских фильмов, который порой составляет более $100 000 000, не будет странным предположить, что создатели блокбастеров также захотят воспользоваться инструментом нейровизуализации для еще более масштабного воздействия на аудиторию.
После статических картинок фильм, наверное, самый простой продукт для анализа с помощью фМРТ-сканера. Любые изменения в нейронной активности можно легко связать с хронологией фильма, а так как все испытуемые переживают воздействие одинаковых визуальных и слуховых раздражителей, фильм служит своеобразным когнитивным синхронизатором.
Исследование реакций при просмотре картины «Хороший, плохой, злой» подтвердило, что вовлечение различных зон мозга у всех участников было достаточно стереотипным. Эта универсальность нейронного ответа может найти применение при разработке финальной версии фильма, когда необходимо определиться между несколькими версиями концовки.
Хотя такой подход покажется кому-то безнадежно сложным, если речь идет о кассовых сборах, доходящих порой до миллиардов долларов, обращение к нейромаркетингу становится вполне оправданным.

## Критика
Критика методов нейромаркетинга имеет два направления. С одной стороны, методы нейромаркетинга часто критикуются за недостаточную научную проработанность и малую практическую ценность при высоких затратах на получение результатов. Нейромаркетинг был создан на волне «нейромании», когда приставка «нейро-» стала влиятельной в отношении переоценки результатов исследований. Кроме того, некоторые (например, сравнительные) исследования проводятся не независимо от самих компаний-разработчиков продукта. Это наводит на подозрение о возможности фальсификации результатов. Обобщение и усреднения, проводимые в процессе, не позволяют учитывать индивидуальные предпочтения потребителей. Еще одним ограничением нейромаркетинга считается то, что нет возможности установить точные причины того, почему тот или иной предъявленный стимул вызвал такую физиологическую реакцию. Многие используемые методы получения данных схожи с таковыми у полиграфа, работоспособность которого также подвергается критике. Также, под видом нейромаркетинга нередко преподносятся различные «нестандартные» методы привлечения покупателей, которые, однако не имеют отношения непосредственно к нейромаркетингу: например, ароматическое оформление помещений.
С другой стороны, в изучении подсознательных реакций с целью продать как можно больше товара потребителю многие видят этические проблемы, прежде всего связанные с неприкосновенностью частной жизни:
- Нарушение конфиденциальности. Компании могут «читать мысли» своих покупателей. Это нарушает принцип конфиденциальности. Решить эту проблему может прозрачность целей исследования, чтобы испытуемые могли точно знать, в чем именно они помогают компании и что их данные будут использованы только для реализации этих целей. Кроме того, информация о личном предпочтении не должна быть рассекречена[3].
- Дискриминация по физиологическому признаку. Данные, полученные в нейромаркетинговых исследованиях, могут содержать в себе информацию о том, что тот или иной продукт является целевым для людей с определенными физиологическими особенностями (возможно, дефектами), что называют дискриминацией. Также возможно в будущем введение автоматического повышения цены при регистрации определенных параметров работы организма покупателя (например, повышение цены на напиток, если человек испытывает жажду)[3].
- Влияния на высшие и низшие звенья регуляции. Например, информация о содержании небольшого количества калорий в пиве влияет на высшее звено регуляции, а реклама с эротическим содержанием — на её низшие уровни. Последнее и называется этически не корректным[3].
- Распространение данных, которые были собраны при регистрации мозговой активности у малой группы испытуемых, распространяются на всю популяцию. Дизайн, созданный с учетом информации, полученной при проведении нейромаркетингового исследования, может нанести вред тем потребителям, которые в нем не участвовали.
- Отсутствие этического комитета в области нейромаркетинга[3].
- Компании зачастую действуют не в интересах потребителей. Они могут быть нацелены на получение максимальной прибыли, но не на создание действительно полезного продукта. Нейромаркетинговые исследования имеют возможность существенно укреплять возможности манипуляции мнением потребителя[3].